# Bartłomiej Szrajber
Bartłomiej Józef Szrajber (ur. 27 maja 1954 w Warszawie) – polski urzędnik samorządowy i polityk, poseł na Sejm IV i V kadencji (2001–2005, 2006–2007).

## Życiorys
W 1983 ukończył studia na Wydziale Rehabilitacji Akademii Wychowania Fizycznego w Warszawie.
Pracę zawodową rozpoczął w 1974 od stanowiska sanitariusza w Centralnym Szpitalu Klinicznym MSW w Warszawie, na którym pracował do 1975. W 1978 był technikiem w Zespole Opieki Zdrowotnej Warszawa-Śródmieście. Od 1979 do 1984 pracował jako młodszy asystent w ZOZ Warszawa-Mokotów. Następnie do 1989 był zatrudniony w ZOZ Warszawa-Praga-Południe na stanowisku kierownika poradni. W latach 1990–1992 prowadził własny gabinet rehabilitacji. Później przez rok zajmował stanowisko dyrektora ds. rehabilitacji w Specjalistycznej Klinice Leczenia Bólu. Od 1995 do 2001 pełnił kierownicze funkcje w Zarządzie Dzielnicy Żoliborz jako zastępca dyrektora (1995–1998 i 2000–2001) oraz dyrektor (1998–2000). Do 2006 był zatrudniony jako główny specjalista w Urzędzie m.st. Warszawy. Od 1984 członek nadzwyczajny, a od 2000 zwyczajny Światowego Związku Żołnierzy Armii Krajowej.
W latach 1980–1989 należał do NSZZ „Solidarność”. Od 1994 członek Porozumienia Centrum. Od 1995 kierował zarządem wojewódzkim PC w Warszawie. W 2001 został pełnomocnikiem Prawa i Sprawiedliwości na Mazowszu.
W latach 1994–1998 zasiadał w radzie dzielnicy Żoliborz. Od 1998 do 2001 był radnym Rady m.st. Warszawy, do 1999 przewodniczył w niej klubowi radnych AWS.
W wyborach w 2001 został wybrany na posła IV kadencji z listy Prawa i Sprawiedliwości w okręgu warszawskim. Kandydował również w wyborach w 2005, jednak mandatu nie uzyskał. Do Sejmu V kadencji dostał się w 2006 po złożeniu mandatu przez Mariusza Kamińskiego, który objął funkcję szefa Centralnego Biura Antykorupcyjnego. Był również kandydatem w wyborach do Sejmu w 2007, nie zdobył wówczas mandatu.
W swoim oświadczeniu lustracyjnym złożonym w związku z kandydowaniem w wyborach w 2007 przyznał się do pracy w organach bezpieczeństwa PRL. Według niego pracą tą była funkcja sanitariusza w Centralnym Szpitalu Klinicznym MSW.